# Sharona Alperin
Sharona Alperin (* 30. September 1960 oder 1961) ist eine US-Amerikanerin, die als Teenager Muse und später auch Lebensgefährtin
von Doug Fieger, dem Frontmann der kalifornischen Rockband The Knack, war. Fieger schrieb für sie den 1979 erschienenen Welthit My Sharona. Heute arbeitet sie als  Immobilienmaklerin.

## Biografie

### Herkunft
Sharona Alperin ist Jüdin. Ihre Eltern waren Marvin und Miriam Alperin. Der Vater hatte ein Möbelgeschäft. Sharona Alperin wuchs im Fairfax District von Los Angeles auf und besuchte dort in den späten 1970er-Jahren eine High School. Außerdem erhielt sie eine Ausbildung an einer Jeschiwa. An den Wochenenden arbeitete sie als Verkäuferin in einem Bekleidungsgeschäft, in dem auch die damalige Freundin des Musikers Doug Fieger angestellt war.

### Sharona Alperin und Doug Fieger

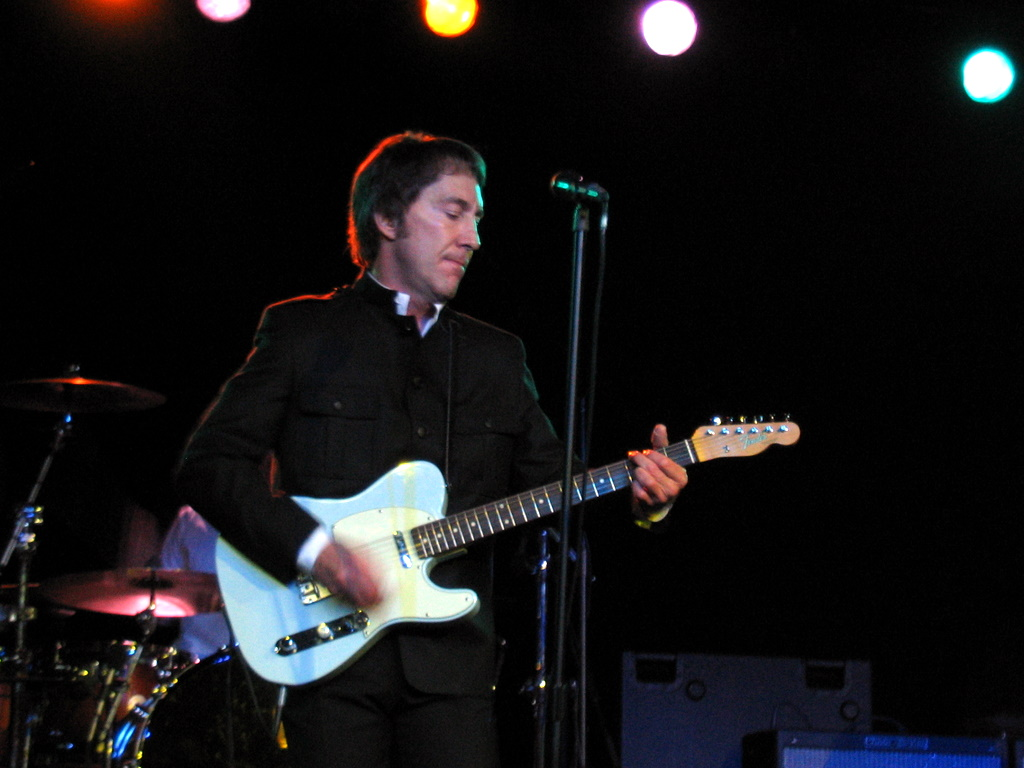
Doug Fieger

Doug Fiegers Freundin machte ihn im Mai 1978 mit Alperin bekannt, die zu dieser Zeit je nach Quelle entweder 16 oder 17 Jahre alt war. Alperin selbst legte sich in dieser Frage rückblickend nicht fest; in einem Interview aus dem Jahr 2010 meinte sie, damals „16 oder 17“ gewesen zu sein.
Fieger war „vom ersten Augenblick von Alperins Schönheit überwältigt“. Er selbst sagte später, er sei verrückt nach ihr gewesen. Er trennte sich von seiner Freundin, stellte Alperin nach und versuchte sie für sich zu gewinnen. Die neun Jahre jüngere Alperin war zunächst nicht bereit, für ihn die Beziehung zu ihrem damaligen Freund zu beenden, traf sich aber gleichwohl immer wieder mit dem Musiker. In dieser Zeit schrieb Fieger zahlreiche Lieder, die Alperin und sein Verhältnis zu ihr thematisierten. Einige von ihnen fanden ihren Weg in die ersten beiden Alben der Band The Knack. Fiegers Fixierung auf Alperin mündete in der Idee, ein Lied nach ihr zu betiteln. Gegen die Bedenken der übrigen Bandmitglieder erhielt ein Song, der die Begierde eines Erwachsenen nach einer Minderjährigen „unverfroren deutlich“ beschreibt, den Titel My Sharona.
Daraus wurde der Sommerhit des Jahres 1979. The Knack tourte in den folgenden Monaten ausgiebig durch die USA und Australien. Zu einem Konzert auf Hawaii ließ Fieger schließlich Alperin einfliegen. Danach wurden beide ein Paar. Alperin und Fieger lebten in Los Angeles. Die Beziehung hielt viereinhalb Jahre. Auch nach ihrem Ende blieben Alperin und Fieger eng befreundet. Alperin inspirierte Fieger noch Jahre später regelmäßig zu neuen Liedern. So handelte unter anderem You Gotta Be There aus dem 1998 erschienenen The-Knack-Album Zoom von ihr.
Alperin begleitete Fieger 2010 in den letzten Wochen vor seinem Tod und war neben seiner Ehefrau an seiner Seite, als er starb.

### Nach Doug Fieger
Alperin ist seit 1987 Immobilienmaklerin in West Los Angeles. Ihre Maklerkarriere begann bei Dalton, Brown & Long Realtors, die 2004 von Sotheby’s International Realty übernommen wurden. Für Sotheby’s vermittelt Alperin Immobilien vornehmlich an Schauspieler und weitere Kunden der Unterhaltungsbranche.
Alperin ist verheiratet und hat zwei 1999 und 2003 geborene Söhne.

## Das Lied
My Sharona war für die Veröffentlichung auf Get The Knack vorgesehen, dem Debütalbum der Band. Alle Lieder des Albums wurden innerhalb von 11 Tagen im April 1979 eingespielt. Das von Mike Chapman produzierte Album erschien in den USA im Juni 1979. My Sharona wurde als Single ausgekoppelt und zeitgleich mit dem Album auf den Markt gebracht. Das Cover der Single zeigte eine Farbaufnahme von Sharona Alperin, die in einem Tanktop und Jeans posierte und unter dem Arm das Album Get The Knack trug.
Für Doug Fieger war My Sharona untrennbar mit Sharona Alperin und seinem Verlangen nach ihr verbunden:

„Das Lied war eine Metapher für den Sex, den ich so dringend mit Sharona haben wollte. Es hatte einen Höhepunkt in Bertons euphorischem Gitarrensolo.“

Die deutlich erkennbare Ausrichtung des Liedes, die sich auch in einigen Stücken des zweiten Albums von 1980 fortsetzte, brachte die Band und insbesondere Fieger in die Kritik. Ein Kritiker meinte, im Vergleich zu Doug Fieger sei „Rod Stewart ein Musterknabe sexueller Demut“. The-Knack-Gitarrist Berton Averre spielte die persönliche Rolle Alperins allerdings später herunter:

„Es ist eine einfache Wahrheit in der Rockmusik: Irgendwann gehen Dir die Mädchennamen aus. Ob Sherry oder Gloria, alles war schon einmal da. Sharona war ein neuer Name, und er ging gut ins Ohr.“

My Sharona  war das erfolgreichste Lied von The Knack. Es erreichte Platz 1 der US-amerikanischen Billboard Hot 100 und der nationalen Hitparaden in Kanada, Australien und Italien. Eine Verwendung im Soundtrack des Spielfilms Reality Bites – Voll das Leben führte 1994 zu neuerlichen Chartpositionierungen in den USA und in Australien.
My Sharona wurde in den folgenden Jahrzehnten vielfach parodiert, wobei der Vorname regelmäßig durch ähnlich klingende Begriffe ersetzt wurde. Weird Al Yankovic machte daraus bereits 1979 My Bologna, ein Lied über eine der Mortadella ähnliche Fleischwurst, die im angloamerikanischen Sprachraum als Bologna bezeichnet wird. Die Dead Kennedys variierten in dem Lied Pull my Strings von 1980 die Titelzeile zu My Payola. Andere Versionen waren etwa Ayatollah oder My Toyota.

## Sharona Alperin undMy Sharona
Sharona Alperin wird auch 40 Jahre nach dem Erscheinen des Liedes noch regelmäßig mit My Sharona in Verbindung gebracht. Immer wieder erscheinen Reportagen oder Porträts über sie, in denen oft die Einschätzung geäußert wird, Fieger habe sie mit My Sharona „unsterblich“ gemacht. Sharona Alperin geht offen mit dem Lied und ihrer Rolle bei seiner Entstehung um. Für sie ist My Sharona „das Lied, das Dougs und mein Leben für immer geändert hat“. Ihr beruflicher Internetauftritt hat die Adresse www.mysharona.com,   auf der Startseite wird My Sharona in der Originalversion von The Knack gespielt.